# Srebrnasti galeb
Srebrnasti galeb (lat. Larus argentatus) je vrsta ptica iz porodice galeba (Laridae).

## Opis
Odrasli srebrnasti galeb naraste do 60 cm, i može doseći raspon krila od oko 145 cm. Težak je do 1,5 kg. Perje im je bijelo, gornja strana krila siva, a vrhovi krtila obojeni su crno. Na snažnom kljunu ima sprijeda, na doljnjoj strani, jednu crvenu točku. Oči su im kao i kljun žute. noge imaju blago ružičastu boju. Boja perja mužjaka i ženki se ne razlikuju.Glasaju se zvukom koji podsjeća na "kiu" ili "ka". U repertoaru njihovog glasanja su i zvukovi koji liče na zavijanje i mijaukanje. Kad se spremaju na napad, potmulo gaču ili mumnjaju dubogim glasom. Suprotno tome, tipično kriještanje je prije svega upozorenje koje treba upozoriti neprijatelja, ali je i pozdrav kao i izraz zahtijevanja (traženje hrane). Mladunci skreću pažnju na sebe "jadno" jecavim, cvilećim zviždanjem.
Srebrnasti galeb može doživjeti starost do 32 godine. Jedinke koje iz nekog razloga ne mogu letjeti i žive pod ljudskom skrbi, mogu postati jako pitomi i privrženi.

## Rasprostranjenost
Srebrnastog galeba najčešće se sreće na obalama srednje i Sjeverne Europe, ali vrlo rijetko uz unutrašnje, kopnene vode. Njihovi prirodni neprijatelji su sokolovke, morski psi kao i kopnene zvijeri. 
Na obalama Jadrana najčešće se sreće galeb klaukavac (L. michahellis), za kojeg se donedavno smatralo da je jedna podvrsta srebrnastog galeba, i crnoglavi galeb (L. melanocephalus). Pored njih, uz Jadran zimu provode, dolazeći sa Sjevernog mora, burni galeb (L. canus) poznat i kao "sivi galeb" dug oko 47 cm, smeđi galeb (L. fuscus) dug oko 60 cm, mali galeb (L. minutus) dug do 28 cm i troprsti galeb (L. tridactyla). Na području Hrvatske uz slatke vode u unutrašnjosti sreće se riječni galeb (L. ridibundus), dug oko 40 cm.

## Ishrana
Glavna hrana srebrnastog galeba je jednaka kao i većine galebova. I oni su svežderi, no ipak preteže životinjska hrana kao što su ribe, mekušci raci ili bodljikaši, ptice, a ponekad i mali glodavci. No, jednako kao obični galebi, i srebrnasti obilaze smetišta, zelene površine i polja u potrazi za bilo čime što može utažiti glad.

## Razmnožavanje
Može proći od četiri do sedam godina dok srebrnasti galeb dosegne spolnu zrelost i počme na obroncima, obalama i dinama s leženjem jaja i podizanjem mladih. Ženka u gnijezdo koje od biljnog materijala grade oba buduća roditelja polaže najčešće 2-3 jaja. Mužjak i ženka ih griju 28 do 30 dana. Pilići ostaju u gnijezdu pet do šest tjedana kad su sposobni za letenje.   
- Srebrnasti galeb (sprijeda) i smeđi galeb (straga)
- Srebrnasti galeb
(u "svadbenom ruhu")
- Srebrnasti galeb 
(u drugom ljetu)
- Srebrnasti galeb (sprijeda odrasli, straga mladi)
- Museum specimen

## Vanjske poveznice

### Ostali projekti
|  | Zajednički poslužitelj ima stranicu o temi Srebrnasti galeb |
|  | Wikivrste imaju podatke o taksonu Larus argentatus          |